# Mount Alto
Mount Alto är en kulle i republiken Irland.   Den ligger i grevskapet Kilkenny och provinsen Leinster, i den centrala delen av landet, 110 km sydväst om huvudstaden Dublin.